# Brachystelma occidentale
Brachystelma occidentale är en oleanderväxtart som beskrevs av Rudolf Schlechter. Brachystelma occidentale ingår i släktet Brachystelma och familjen oleanderväxter. Inga underarter finns listade i Catalogue of Life.